# Голос України
«Го́лос Украї́ни» — українська газета, офіційне друковане видання Верховної Ради України. Виходить з 1 січня 1991 року 5 разів на тиждень (із вівторка по суботу) українською мовою. Має електронну версію з архівом випусків газети, починаючи з 1 січня 1991 року.

## Діяльність

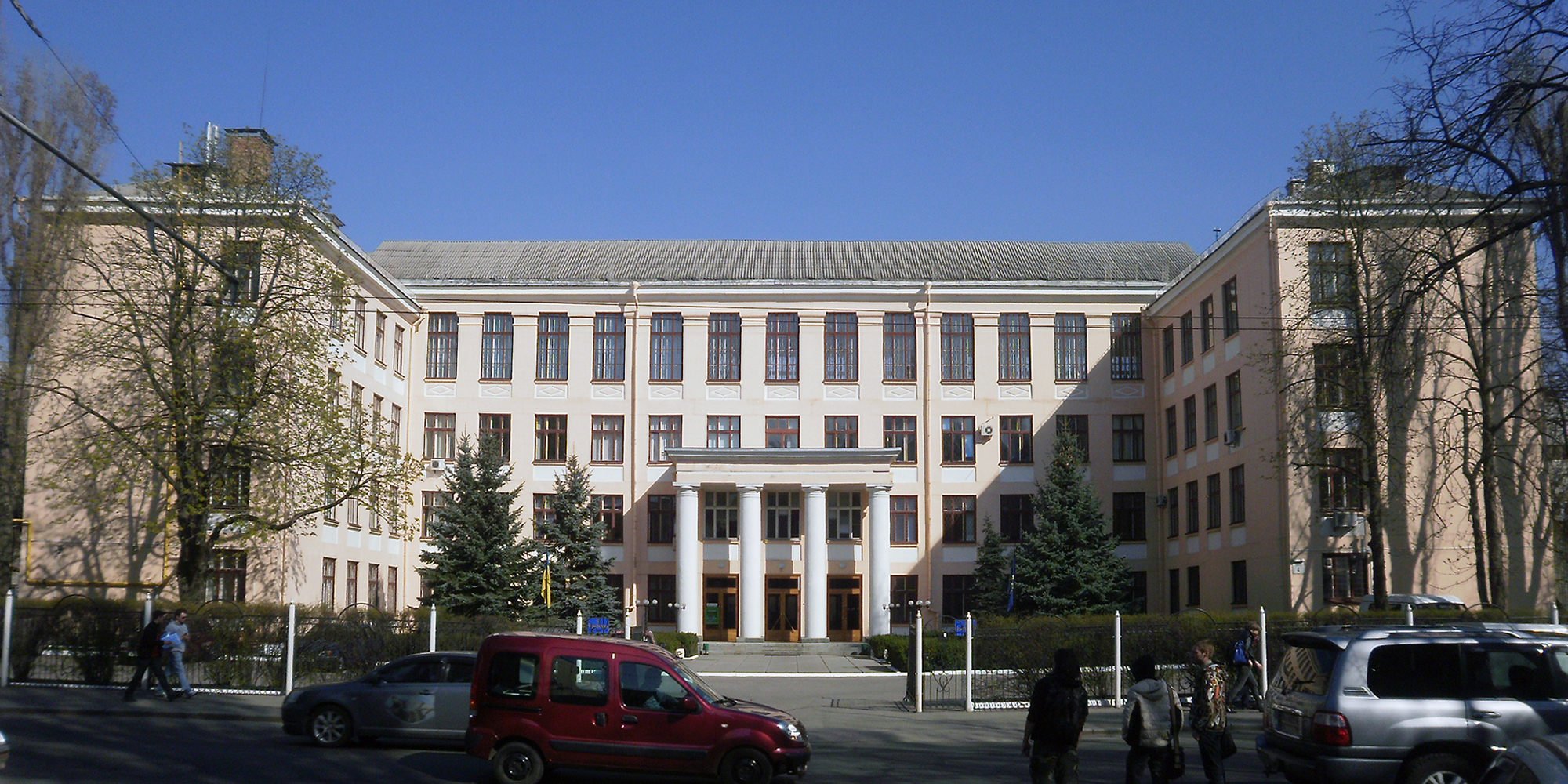
Будівля редакції газети

Газета всебічно висвітлює діяльність Верховної Ради України, депутатських фракцій і груп, комітетів, тимчасових спеціальних комісій і тимчасових слідчих комісій, народних депутатів України, органів місцевого самоврядування. В газеті подається інформація про події в Україні та закордоном, висвітлюються проблеми життя суспільства та соціального захисту населення, питання зміцнення законності, культурного життя тощо.
Відповідно до Закону України «Про Регламент Верховної Ради України», газета здійснює офіційне опублікування законів України, постанов, інших нормативно-правових актів України та рішень Верховної Ради України, а також іншої інформації, обов'язковість опублікування якої передбачено законодавством.
Газета забезпечує доведення до відома громадськості проєктів законів для всенародного обговорення, міжнародних договорів та іншої інформації для задоволення інтересів та потреб суспільства про діяльність Верховної Ради України.
Головний редактор газети з 2002 до 2023 року — Горлов Анатолій Федорович. Виконуючий обов'язки директора з 2023 року – Сергій Демський.